# Вовченята Аме та Юкі
«Вовченята Аме та Юкі» (яп. おおかみこどもの雨と雪, латиніз.: Ōkami Kodomo no Ame to Yuki, англ. Wolf Children Ame and Yuki) — японський анімаційний фільм режисера Мамору Хосоди. У фільмі головних героїв озвучили такі сейю як Аой Міядзакі, Такао Осава, Хару Курокі та Юкіто Нішій. У Вовчих дітях, Хана закохується у Вовкулаку. Після його смерті, Хана вирішує переїхати у селище, щоб спокійно виростити двох вовченят Аме та Юкі.
Для виробництва фільму було створено Studio Chizu, яка є дочірньою студією Madhouse. За дизайн персонажів відповідає Йошіюкі Садамото, який працював над дизайном персонажів у Євангеліоні. Світова прем'єра Аме та Юкі відбулася у Парижі 25 червня 2012 року, та 21 липня цього ж року в Японії. В Північній Америці фільм ліцензувала Funimation Entertainment.

## Сюжет
В Токіо другокурсниця Хана закохується в загадкового чоловіка, який згодом відкриває їй свою таємницю — він перевертень, людина-вовк. У подружжя народжуються двоє дітей: дочка Юкі ("Сніг") та син Аме ("Дощ"). Невдовзі після народження Аме батько трагічно гине під час полювання.
Хана стикається з безліччю труднощів виховуючи дітей самотужки. Малеча постійно перекидається з людської подоби на вовчу й назад, часто влаштовує гамір та бійки. Після скарг сусідів і візиту соціальних працівників, яких непокоїть відсутність щеплень у дітей, Хана вирішує переїхати до глухого села. Там вона відновлює занедбану хатину. Родині живеться важко. На щастя, суворий дідусь Нірасакі навчає Хану премудростей хліборобства, і поступово вона знайомиться з місцевими жителями.
Одного разу Аме мало не потонув, намагаючись упіймати рибалочку в річці. Юкі рятує Аме. З часом Аме почувається впевненіше у своїх вовчих здібностях. Тим часом Юкі благає маму віддати її до звичайної школи. Хана погоджується за умови, що дочка приховуватиме свою звірину сутність. У школі Юкі швидко знаходить друзів, натомість над Аме знущаються однолітки. Хлопчик дедалі частіше тікає до лісу, де старий лис учить його законів виживання у дикій природі.
У четвертому класі до Юкі в клас приходить новенький — хлопчик на ім'я Сохей, який одразу помічає, що з дівчинкою щось не так. Допитуючись, він загнав її в кут, тож розлючена Юкі перекинулась і ненароком поранила йому вухо. На зборах Сохей несподівано рятує подругу, заявивши, що на нього напав дикий вовк. Відтоді вони стають друзями. Юкі свариться з братом через пропуски школи, і між ними спалахує бійка.
За два роки школярів відпускають додому через негоду. Аме зникає в лісі, щоб допомогти вмираючому наставнику-лису, а Хана кидається на пошуки. Юкі та Сохей лишаються самі. Дівчинка зізнається другові у своїй таємниці. Він відповідає, що давно здогадувався, і обіцяє мовчати.
Шукаючи сина, Хана падає зі скелі. Перед нею з'являється видіння чоловіка, який каже, що вона чудово виховала дітей, і тепер вони мають знайти власний шлях. Аме рятує непритомну матір. Опритомнівши, вона бачить, як син, перетворившись на дорослого вовка, біжить геть у гори. Хана зі сльозами, але з розумінням приймає його вибір.
Минає рік, і Юкі вирушає жити до гуртожитку. Потужне виття Аме лунає далеко між лісових хащ. А Хана, тепер уже на самоті, згадує історію виховання дітей-вовків немов чарівну казку й відчуває гордість, що змогла гідно впоратися з роллю матері.

## Персонажі

### Головні персонажі
Хана (яп. 花)
Сейю — Міядзакі Аой: Дев'ятнадцятирічна дівчина яка втратила батька ще у середній школі. Наразі навчається у кафедрі соціології факультету соціології Національного університету в Токіо. Там вона зустріла свого майбутнього чоловіка Вовкулаку.
Вовкулака (яп. おおかみおとこ)
Сейю — Оосава Такао: Його справжнього імені ніхто не знає. Навчається у тому ж університеті, що й Хана. Згодом він із нею й одружився.
Юкі (яп. 雪)
Сейю — Курокі Хару та Ооно Момока у ранньому дитинстві.
Донька Хани та старша сестра Аме. Оскільки вона народилася сніжного дня тому її й назвали Юкі (що у перекладі означає «сніг»).
Аме (яп. 雪)
Сейю — Нішій Юкіто та Кабе Амон у ранньому дитинстві.
Син Хани та молодший брат Юкі. Його назвали Аме тому, що він народився дощового дня. (Аме у перекладі означає «дощ»).

### Другорядні персонажі
Хосокава (яп. 細川)
Сейю — Накамура Тадаші: Один із фермерів які живуть недалеко від нового будинку Хани та її дітей.
Нірасакі (яп. 韮崎)
Сейю — Суґавара Бунта: Немолодий фермер з околиць Нанасу. Досить похмура людина.
Дочка Нарісакі (яп. 韮崎のおばさん)
Сейю — Томіо Катаока: Жінка середніх років. На відміну від нього, вона весела і доброзичлива.
Танабе-сенсей (яп. 田辺先生)
Сейю — Шьота Сометані: Класний керівник Юкі.

## Виробництво
Олиним із мотивів Хосоди для роботи над цим фільмом полягав у тому, що люди навколо нього почали виховувати дітей, і він "бачив, як вони сяяли, стаючи батьками". В інтерв'ю для Anime! Anime! у лютому 2013 року Хосода пояснив, чому обрав сюжет "Вовченят", хоча це історія про виховання дитини: "Зазвичай вважається само собою зрозумілим, що дітей виховують, і вони ростуть. Але для самих учасників цього процесу це зовсім не природно. Щоб глядачі могли розділити це відчуття, я подумав, що було б добре, якби ми всі поділилися досвідом, якого немає в інших (виховання дитини-перевертня)".

## Реліз
На прес-конференції, яка відбулася 18 червня 2012 року, режисер Мамору Хосода оголосив, що Вовчі діти будуть випущені у 34 різних країнах. Світова прем'єра цього фільму відбулась у Франції 25 червня 2012 року Згодом він був випущений в Японії 21 липня 2012 року. в США прем'єрний показ фільму відбудеться на Гавайському міжнародному кінофестивалі.
24 липня 2025 року відбулась прем'єра фільму в Україні, дистриб'ютор — KyivMusicFilm.

### Інші видання
На додачу до фільму, вийшло дві новелізації за авторства Мамору Хасоди — у форматі ранобе та манґи. Ілюстрації до манґи зробив Ю (яп. 優, латиніз.: Yū). Манґа та ранобе видані в Японії Kadokawa Shoten. У 2024 році в Україні видавництво Molfar випустило український переклад манґи під назвою «Вовчі діти Аме та Юкі».
| № | Назва  | Японською      | Японською              | Українською  | Українською            |
| № | Назва  | Дата виходу    | ISBN                   | Дата виходу  | ISBN                   |
| - | ------ | -------------- | ---------------------- | ------------ | ---------------------- |
| - | Ранобе | 22 червня 2012 | ISBN 978-4-0410-0323-7 | —            |                        |
| - | Манґа  | 14 липня 2012  | ISBN 978-4-0412-0321-7 | квітень 2024 | ISBN 978-617-7885-82-4 |

## Відгуки та касові збори

### Касовий успіх
Вовченята Аме та Юкі став другим найкасовішим фільмом в Японії. На його дебютний уік-енд 21-22 липня 2012 року прийшло більше глядачів аніж на анімаційний фільм Відважна від студій Disney та Pixar, який дебютував в Японії того ж уїк-енду. Перших ж вихідних на цей фільм сходило 276 326 чоловік, тим самим зібравши 365 140 000 єн. Загалом по касових зборах Вовчі діти перевершили попередню роботу того ж режисера Summer Wars зібравши в Японії станом на 12-13 серпня 2012 року 1,6 мільярдів єн. Загалом по усьому світу фільм зібрав 53 923 613$.

### Нагороди
Вовченята Аме та Юкі — виграли дві нагороди на кінофестивалі «Фільми Півдня» який проходив в Осло, Норвегія. Головний приз, срібне дзеркало, і приз глядацьких симпатій.